# Pidonia major
Pidonia major là một loài bọ cánh cứng trong họ Cerambycidae.